# Doronicum hungaricum
Doronicum hungaricum là một loài thực vật có hoa trong họ Cúc. Loài này được C.Rchb. mô tả khoa học đầu tiên năm 1853.